# تپه برج آقا میرزا
تپه برج آقا میرزا مربوط به دوره اسلامی قرن ۶ تا ۸ ه.ق است و در شهرستان تکاب، بخش مرکزی، دهستان انصار، روستای سبیل واقع شده است. این اثر در تاریخ ۳۰ دی ۱۳۸۵ با شمارهٔ ثبت ۱۶۷۷۸ به عنوان یکی از آثار ملی ایران به ثبت رسیده است.